# Radeon HD 8000
A série Radeon HD 8000 é uma família de GPUs de computador desenvolvida pela AMD. Inicialmente, havia rumores de que a AMD lançaria a família no segundo trimestre de 2013, com as placas fabricadas em um processo de 28 nm e fazendo uso da arquitetura Graphics Core Next aprimorada. No entanto, a série 8000 acabou sendo um rebadge OEM da série 7000 (embora Bonaire seja um chip baseado em GCN 2.0, portanto, de desenvolvimento mais recente).

## Arquitetura
A série Radeon HD 7000 foi lançada em 2011 e marcou a mudança da AMD de VLIW (TeraScale) para arquitetura RISC/SIMD (Graphics Core Next). Os cartões high-end mainstream foram equipados com chips baseados em GCN, enquanto alguns dos mid-low-end eram apenas cartões renomeados baseados em TeraScale. Todos os chips baseados em GCN foram feitos usando o processo de 28 nm, tornando-se os primeiros chips a serem baseados nessa tecnologia. Os chips baseados em GCN para placas de desktop receberam o codinome Southern Islands, enquanto os móveis (novamente, apenas os baseados em GCN e não os renomeados) receberam o codinome Solar System.

### Suporta a vários monitores
Os controladores de exibição on-die AMD Eyefinity foram introduzidos em setembro de 2009 na série Radeon HD 5000 e estão presentes em todos os produtos desde então.

### Aceleração de vídeo
Tanto o Unified Video Decoder (UVD) quanto o Video Coding Engine (VCE) estão presentes em todos os chips baseados em GCN (começando com a série GCN 1.0 HD 7000). Ambos são totalmente suportados pelo AMD Catalyst e pelo Driver de dispositivo gráfico gratuito e de código aberto#ATI/AMD.

### OpenCL (API)
O OpenCL acelera muitos pacotes de software científicos contra a CPU até o fator 10 ou 100 e mais. OpenCL 1.0 a 1.2 são suportados para todos os chips com arquitetura Terascale e GCN. OpenCL 2.0 é compatível com GCN 2nd Gen. ou 1.2 e superior. Para OpenCL 2.1 e 2.2, somente atualizações de driver são necessárias com placas compatíveis com OpenCL 2.0.

### Vulkan (API)
A API Vulkan 1.0 é suportada por todos com com arquitetura GCN. Vulkan 1.1 (GCN 2nd Gen. ou 1.2 e superior) será suportado com drivers reais em 2018 (aqui apenas HD 8770). Em drivers mais recentes, o Vulkan 1.1 no Windows e Linux é compatível com todas as GPUs baseadas na arquitetura GCN. Vulkan 1.2 está disponível com Adrenalin 20.1 e Linux Mesa 20.0 para GCN 2nd Gen. ou superior.

## Tabela de chipset

### Modelos de desktop
- Graphics Core Next (GCN) suporta a API Mantle e a API Vulkan
- Suporte OpenGL 4.5 para TeraScale 2 com AMD Crimson Beta (versão do driver 15.30 ou superior)
- Suporte OpenGL 4.5 e Vulkan 1.0 para GCN 1.0 e superior com AMD Crimson 16.3 ou superior.[15][16]
- Suporte Vulkan 1.1 para GCN 1.0 e superior com AMD Adrenalin 18.3.3 ou superior.[17]

| Modelo (Codinome)              | Lançamento            | Arquitetura Fab     | Transistores e Tamanho da matriz | Core           | Core        | Taxa de preenchimento | Taxa de preenchimento | Poder de processamento (GFLOPS) | Poder de processamento (GFLOPS) | Memória      | Memória                            | Memória      | Memória                 | TDP (W)  | Interface de barramento |
| Modelo (Codinome)              | Lançamento            | Arquitetura Fab     | Transistores e Tamanho da matriz | Config         | Clock (MHz) | Textura (GT/s)        | Pixel (GP/s)          | Single                          | Double                          | Tamanho (GB) | Tipo e largura do barramento (bit) | Clock (MT/s) | Largura de banda (GB/s) | Idle Max | Interface de barramento |
| ------------------------------ | --------------------- | ------------------- | -------------------------------- | -------------- | ----------- | --------------------- | --------------------- | ------------------------------- | ------------------------------- | ------------ | ---------------------------------- | ------------ | ----------------------- | -------- | ----------------------- |
| Radeon HD 8350 (Cedar)         | 8 de janeiro de 2013  | TeraScale 2 (40 nm) | 292×106 59 mm2                   | 80:8:4         | 400–650     | 3.2 5.2               | 1.6 2.6               | 104                             | —                               | 256 512      | DDR2 DDR3 64-bit                   | 400 800      | 6.4 12.8                | 6.4 19.1 | PCIe 2.1 ×16            |
| Radeon HD 8450 (Caicos)        | 8 de janeiro de 2013  | TeraScale 2 (40 nm) | 370×106 67 mm2                   | 160:8:4        | 625         | 5.0                   | 2.5                   | 200                             | —                               | 512          | DDR3 64-bit                        | 533          | 8.53                    | 9 18     | PCIe 2.1 ×16            |
| Radeon HD 8470 (Caicos)        | 8 de janeiro de 2013  | TeraScale 2 (40 nm) | 370×106 67 mm2                   | 160:8:4        | 750         | 6.0                   | 3.0                   | 240                             | —                               | 1024         | GDDR5 64-bit                       | 800          | 25.6                    | 9 35     | PCIe 2.1 ×16            |
| Radeon HD 8490 (Caicos)        | 23 de julho de 2013   | TeraScale 2 (40 nm) | 370×106 67 mm2                   | 160:8:4        | 875         | 7.0                   | 3.5                   | 280                             | —                               | 1024         | DDR3L GDDR5 64-bit                 | 800 900      | 12.8 28.8               | 9 35     | PCIe 2.1 ×16            |
| Radeon HD 8570 (Oland)         | 8 de janeiro de 2013  | GCN 1st gen (28 nm) | 950×106 77 mm2                   | 384:24:8       | 730         | 19.2                  | 6.4                   | 560                             | 35                              | 2048         | DDR3 GDDR5 128-bit                 | 900 1150     | 28.8 72                 | 12 66    | PCIe 3.0 ×8             |
| Radeon HD 8670 (Oland)         | 8 de janeiro de 2013  | GCN 1st gen (28 nm) | 950×106 77 mm2                   | 384:24:8       | 1000        | 24                    | 8                     | 768                             | 48                              | 2048         | GDDR5 128-bit                      | 1150         | 72                      | 16 86    | PCIe 3.0 ×8             |
| Radeon HD 8730 (Cape Verde LE) | 5 de setembro de 2013 | GCN 1st gen (28 nm) | 1500×106 123 mm2                 | 384:24:8       | 800         | 19.2                  | 6.4                   | 614.4                           | 44.8                            | 1024         | GDDR5 128-bit                      | 1125         | 72                      | 10 47    | PCIe 3.0 ×16            |
| Radeon HD 8760 (Cape Verde XT) | 8 de janeiro de 2013  | GCN 1st gen (28 nm) | 1500×106 123 mm2                 | 640:40:16      | 1000        | 40                    | 16                    | 1280                            | 80                              | 2048         | GDDR5 128-bit                      | 1125         | 72                      | 16 80    | PCIe 3.0 ×16            |
| Radeon HD 8770 (Bonaire XT)    | 2 de setembro de 2013 | GCN 2nd gen (28 nm) | 2080×106 160 mm2                 | 896:56:16      | 1000        | 56.0                  | 16.0                  | 1792                            | 128                             | 2048         | GDDR5 128-bit                      | 1500         | 96                      | 10 85    | PCIe 3.0 ×16            |
| Radeon HD 8870 (Pitcairn XT)   | 8 de janeiro de 2013  | GCN 1st gen (28 nm) | 2800×106 212 mm2                 | 1280:80:32     | 1000        | 80                    | 32                    | 2560                            | 160                             | 2048         | GDDR5 256-bit                      | 1200         | 153.6                   | 15 150   | PCIe 3.0 ×16            |
| Radeon HD 8950 (Tahiti Pro)    | 8 de janeiro de 2013  | GCN 1st gen (28 nm) | 4313×106 352 mm2                 | 1792:112:32    | 850 925     | 95.2 103.6            | 27.2 29.6             | 3046.4 3315.2                   | 761.6 828.8                     | 3072         | GDDR5 384-bit                      | 1250         | 240                     | 15 225   | PCIe 3.0 ×16            |
| Radeon HD 8970 (Tahiti XT2)    | 8 de janeiro de 2013  | GCN 1st gen (28 nm) | 4313×106 352 mm2                 | 2048:128:32    | 1000 1050   | 128.0 134.4           | 32 33.6               | 4096 4301                       | 1024 1075                       | 3072         | GDDR5 384-bit                      | 1500         | 288                     | 15 250   | PCIe 3.0 ×16            |
| Radeon HD 8990 (Malta)         | 24 de abril de 2013   | GCN 1st gen (28 nm) | 2× 4313×106 2× 352 mm2           | 2× 2048:128:32 | 950 1000    | 2× 128                | 2× 32                 | 7782 8192                       | 1946 2048                       | 2× 3072      | GDDR5 384-bit                      | 1500         | 2× 288                  | 15 375   | PCIe 3.0 ×16            |
| Modelo (Codinome)              | Lançamento            | Arquitetura Fab     | Transistores e Tamanho da matriz | Config         | Clock (MHz) | Textura (GT/s)        | Pixel (GP/s)          | Single                          | Double                          | Tamanho (GB) | Tipo e largura do barramento (bit) | Clock (MT/s) | Largura de banda (GB/s) | Idle Max | Interface de barramento |
| Modelo (Codinome)              | Lançamento            | Arquitetura Fab     | Transistores e Tamanho da matriz | Core           | Core        | Taxa de preenchimento | Taxa de preenchimento | Poder de processamento (GFLOPS) | Poder de processamento (GFLOPS) | Memória      | Memória                            | Memória      | Memória                 | TDP (W)  | Interface de barramento |

1. 1 2 3 4 5 6  Valores de boost (se disponíveis) são indicados abaixo do valor base em itálico.
2. 1 2  A taxa de preenchimento da textura é calculada como o número de Unidades de mapeamento de textura multiplicado pela velocidade básica (ou boost) do clock do núcleo.
3. 1 2  A taxa de preenchimento de pixel é calculada como o número de Unidades de saída de renderização multiplicado pela velocidade de clock base (ou boost) do núcleo.
4. 1 2  O desempenho de precisão é calculado a partir da velocidade básica (ou boost) do clock do núcleo com base em uma operação FMA.
5. 1 2  A taxa de transferência de dados do GDDR5 é quadruplo de seu clock nominal, em vez do dobro da memória DDR
6. 1 2  Shaders Unificados: Unidades de Mapeamento de Textura: Unidades de Saída de Renderização
7. ↑  Falta codificador de vídeo de hardware

### Modelos mobile
| Modelo (Codinome)                 | Lançamento           | Arquitetura Fab     | Core       | Core                | Taxa de preenchimento | Taxa de preenchimento | Poder de processamento (GFLOPS) | Memória       | Memória                            | Memória      | Memória                 | TDP (W)      |
| Modelo (Codinome)                 | Lançamento           | Arquitetura Fab     | Config     | Clock (MHz)         | Textura (GT/s)        | Pixel (GP/s)          | Poder de processamento (GFLOPS) | Tamanho (GiB) | Tipo e largura do barramento (bit) | Clock (MT/s) | Largura de banda (GB/s) | TDP (W)      |
| --------------------------------- | -------------------- | ------------------- | ---------- | ------------------- | --------------------- | --------------------- | ------------------------------- | ------------- | ---------------------------------- | ------------ | ----------------------- | ------------ |
| Radeon HD 8550M / 8630M (Sun LE)  | 8 de janeiro de 2013 | GCN 1st gen (28 nm) | 384:24:8   | 650 700             | 5.2 5.6               | 15.6 16.8             | 537.6                           | 1             | DDR3 64                            | 900          | 14.4                    | Desconhecido |
| Radeon HD 8570M / 8650M (Sun Pro) | 8 de janeiro de 2013 | GCN 1st gen (28 nm) | 384:24:8   | 650 700             | 5.2 5.6               | 15.6 16.8             | 537.6                           | 1             | GDDR5 64                           | 1125         | 36                      | Desconhecido |
| Radeon HD 8670M (Mars XT)         | 8 de janeiro de 2013 | GCN 1st gen (28 nm) | 384:24:8   | 775 825             | 6.2 6.6               | 18.6 19.8             | 633.6                           | 1             | DDR3 64                            | 900          | 14.4                    | Desconhecido |
| Radeon HD 8690M (Sun XT)          | 8 de janeiro de 2013 | GCN 1st gen (28 nm) | 384:24:8   | 775 825             | 6.2 6.6               | 18.6 19.8             | 633.6                           | 1             | GDDR5 64                           | 1125         | 36                      | Desconhecido |
| Radeon HD 8730M (Mars LE)         | 8 de janeiro de 2013 | GCN 1st gen (28 nm) | 384:24:8   | 650 700             | 5.2 5.6               | 15.6 16.8             | 537.6                           | 2             | DDR3 128                           | 1000         | 32                      | Desconhecido |
| Radeon HD 8750M (Mars Pro)        | 8 de janeiro de 2013 | GCN 1st gen (28 nm) | 384:24:8   | 620 - 775 670 - 825 | 4.96 6.6              | 14.88 19.8            | 514.56 633.6                    | 2             | DDR3 GDDR5 128                     | 1000         | 32 64                   | Desconhecido |
| Radeon HD 8770M (Mars XT)         | 8 de janeiro de 2013 | GCN 1st gen (28 nm) | 384:24:8   | 775 825             | 6.2 6.6               | 18.6 19.8             | 633.6                           | 2             | GDDR5 128                          | 1125         | 72                      | Desconhecido |
| Radeon HD 8790M (Mars XTX)        | 8 de janeiro de 2013 | GCN 1st gen (28 nm) | 384:24:8   | 850 900             | 6.8 7.2               | 20.4 21.6             | 691.2                           | 2             | GDDR5 128                          | 1125         | 72                      | Desconhecido |
| Radeon HD 8830M (Venus LE)        | 8 de janeiro de 2013 | GCN 1st gen (28 nm) | 640:40:16  | 575 625             | 9.2 10                | 23 25                 | 800                             | 2             | DDR3 128                           | 1000         | 32                      | Desconhecido |
| Radeon HD 8850M (Venus Pro)       | 8 de janeiro de 2013 | GCN 1st gen (28 nm) | 640:40:16  | 575 - 725 625 - 775 | 9.2 12.4              | 23 31                 | 800 992                         | 2             | DDR3 GDDR5 128                     | 1000 1125    | 32 72                   | Desconhecido |
| Radeon HD 8870M (Venus XT)        | 8 de janeiro de 2013 | GCN 1st gen (28 nm) | 640:40:16  | 725 775             | 11.6 12.4             | 29 31                 | 992                             | 2             | DDR3 GDDR5 128                     | 1000 1125    | 32 72                   | Desconhecido |
| Radeon HD 8970M (Neptune XT)      | 8 de janeiro de 2013 | GCN 1st gen (28 nm) | 1280:80:32 | 850 900             | 27.2 28.8             | 68 72                 | 2304                            | 2 4           | GDDR5 256                          | 1200         | 153.6                   | 100          |

1. 1 2 3  Valores de boost (se disponíveis) são indicados abaixo do valor base em itálico.
2. ↑  A taxa de preenchimento da textura é calculada como o número de Unidades de mapeamento de textura multiplicado pela velocidade básica (ou boost) do clock do núcleo.
3. ↑  A taxa de preenchimento de pixel é calculada como o número de Unidades de saída de renderização multiplicado pela velocidade de clock base (ou boost) do núcleo.
4. ↑  O desempenho de precisão é calculado a partir da velocidade básica (ou boost) do clock do núcleo com base em uma operação FMA.
5. ↑  A taxa de transferência de dados do GDDR5 é quadruplo de seu clock nominal, em vez do dobro da memória DDR
6. ↑  Shaders Unificados: Unidades de Mapeamento de Textura: Unidades de Saída de Renderização

### Modelos integrados
| Modelo (Codinome)            | Lançamento          | Arquitetura Fab   | APU                | Core config | Clock rate | Clock rate    | Taxa de preenchimento | Taxa de preenchimento | Memória            | Memória                     | Poder de processamento (GFLOPS) | Poder de processamento (GFLOPS) | TDP          |
| Modelo (Codinome)            | Lançamento          | Arquitetura Fab   | APU                | Core config | Core (MHz) | Memória (MHz) | Pixel (GP/s)          | Textura (GT/s)        | Tipo de barramento | Largura do barramento (bit) | Single (boost)                  | Double (boost)                  | TDP          |
| ---------------------------- | ------------------- | ----------------- | ------------------ | ----------- | ---------- | ------------- | --------------------- | --------------------- | ------------------ | --------------------------- | ------------------------------- | ------------------------------- | ------------ |
| Radeon HD 8370D (Scrapper)   | 19 de março de 2013 | TeraScale 3 32 nm | A4-6300            | 128:8:4     | 760        | System        | 3.04                  | 6.08                  | DDR3               | 128                         | 194.6                           | 33                              | Desconhecido |
| Radeon HD 8470D (Scrapper)   | 19 de março de 2013 | TeraScale 3 32 nm | A6-6400            | 192:12:4    | 800        | System        | 3.20                  | 9.60                  | DDR3               | 128                         | 307.2                           | Yes                             | Desconhecido |
| Radeon HD 8570D (Devastator) | 19 de março de 2013 | TeraScale 3 32 nm | A8-6500 A8-6600K   | 256:16:8    | 800 844    | System        | 6.40                  | 12.8                  | DDR3               | 128                         | 432.1                           | Yes                             | Desconhecido |
| Radeon HD 8670D (Devastator) | 19 de março de 2013 | TeraScale 3 32 nm | A10-6700 A10-6800K | 384:24:8    | 844        | System        | 6.75                  | 20.3                  | DDR3               | 128                         | 648.2                           | Yes                             | Desconhecido |
| Radeon HD 8310G              |                     | TeraScale 3 32 nm | A4-5145M           | 128:8:4     | 424 (554)  | System        |                       |                       | DDR3L              | 128                         |                                 | Desconhecido                    | Desconhecido |
| Radeon HD 8350G              | 19 de março de 2013 | TeraScale 3 32 nm | A4-5150M           | 128:8:4     | 514 (720)  | System        | 2.06                  | 4.11                  | DDR3L              | 128                         | 131.6 (184.3)                   | 32.9                            | Desconhecido |
| Radeon HD 8410G (Scrapper)   | Maio de 2013        | TeraScale 3 32 nm | A6-5345M           | 192:24:4    | 450 (600)  | System        | 1.80                  | 10.80                 | DDR3L              | 128                         | 172.8 (230.4)                   | Desconhecido                    | Desconhecido |
| Radeon HD 8450G (Scrapper)   | 23 de maio de 2013  | TeraScale 3 32 nm | A6-535xM           | 192:12:4    | 533 (720)  | 1600          | 2.17                  | 17.33                 | DDR3L              | 128                         | 204.7 (276.5)                   | Desconhecido                    | 35W          |
| Radeon HD 8510G (Scrapper)   | Maio de 2013        | TeraScale 3 32 nm | A8-5545M           | 384:48:8    | 450 (554)  | System        | 3.60                  | 21.60                 | DDR3L              | 128                         | 351.9 (425.5)                   | Desconhecido                    | 19W          |
| Radeon HD 8550G Devastator   | 19 de março de 2013 | TeraScale 3 32 nm | A8-555xM           | 256:16:8    | 515 (720)  | System        | 4.12                  | 8.24                  | DDR3L              | 128                         | 263.7 (368.6)                   | Desconhecido                    | Desconhecido |
| Radeon HD 8610G Devastator   | Maio de 2013        | TeraScale 3 32 nm | A10-5745M          | 384:24:8    | 533 (626)  | System        |                       |                       | DDR3L              | 128                         | 409.3 (489.8)                   | Desconhecido                    | Desconhecido |
| Radeon HD 8650G Devastator   | 19 de março de 2013 | TeraScale 3 32 nm | A10-575xM          | 384:24:8    | 533 (720)  | System        | 4.26                  | 12.8                  | DDR3L              | 128                         | 409.3 (553.0)                   | Desconhecido                    | Desconhecido |

1. ↑  Shaders Unificados: Unidades de Mapeamento de Textura: Unidades de Saída de Renderização
2. ↑  A taxa de preenchimento de pixel é calculada como o número de ROPs multiplicado pela velocidade base do clock do núcleo.
3. ↑  A taxa de preenchimento da textura é calculada como o número de TMUs multiplicado pela velocidade básica do clock do núcleo.
4. ↑  O desempenho de precisão é calculado a partir da velocidade básica (ou boost) do clock do núcleo com base em uma operação FMA.
5. 1 2  Não possui codificador de vídeo de hardware

## Tabela de recursos Radeon
A tabela a seguir mostra os recursos das GPUs da AMD / ATI (consulte também: Lista de unidades de processamento gráfico da AMD).
| Lançamento                   | 1986                        | 1991                       | Abril 1996                 | Março 1997                 | Agosto 1998                | Abril 2000                 | Agosto 2001                              | Setembro 2002                            | Maio 2004                                | Outubro 2005                             | Maio 2007                        | Novembro 2007                    | Junho 2008                       | Setembro 2009                                           | Outubro 2010                                                               | Janeiro 2012                                            | Setembro 2013 | Junho 2015 | Junho 2016, Abril 2017, Agosto 2019                                                                                  | Junho 2017, Fevereiro 2019                                                                                           | Julho 2019                                                                                          | Novembro 2020                                                                                       | Dezembro 2022                      |       |       |       |
| Nome de marketing            | Wonder                      | Mach                       | 3D Rage                    | Rage Pro                   | Rage 128                   | Radeon 7000                | Radeon 8000                              | Radeon 9000                              | Radeon X700/X800                         | Radeon X1000                             | Radeon HD 2000                   | Radeon HD 3000                   | Radeon HD 4000                   | Radeon HD 5000                                          | Radeon HD 6000                                                             | Radeon HD 7000                                          | Radeon 200 | Radeon 300 | Radeon 400/500/600                                                                                                   | Radeon RX Vega, Radeon VII                                                                                           | Radeon RX 5000                                                                                      | Radeon RX 6000                                                                                      | Radeon RX 7000                     |       |       |       |
| Suporte AMD                  | Terminou                    | Terminou                   | Terminou                   | Terminou                   | Terminou                   | Terminou                   | Terminou                                 | Terminou                                 | Terminou                                 | Terminou                                 | Terminou                         | Terminou                         | Terminou                         | Terminou                                                | Terminou                                                                   | Terminou                                                | Terminou | Terminou | Atual | Atual | Atual                                                                                               | Atual                                                                                               | Atual                              | Atual | Atual | Atual |
| Tipo                         | 2D                          | 2D                         | 3D                         | 3D                         | 3D                         | 3D                         | 3D                                       | 3D                                       | 3D                                       | 3D                                       | 3D                               | 3D                               | 3D                               | 3D                                                      | 3D                                                                         | 3D                                                      | 3D | 3D | 3D | 3D | 3D                                                                                                  | 3D                                                                                                  | 3D                                 |       |       |       |
| Conjunto de instruções       | Não conhecido publicamente  | Não conhecido publicamente | Não conhecido publicamente | Não conhecido publicamente | Não conhecido publicamente | Não conhecido publicamente | Não conhecido publicamente               | Não conhecido publicamente               | Não conhecido publicamente               | Não conhecido publicamente               | Conjunto de instruções TeraScale | Conjunto de instruções TeraScale | Conjunto de instruções TeraScale | Conjunto de instruções TeraScale                        | Conjunto de instruções TeraScale                                           | Conjunto de instruções GCN                              | Conjunto de instruções GCN                                                                                           | Conjunto de instruções GCN                                                                                           | Conjunto de instruções GCN                                                                                           | Conjunto de instruções GCN                                                                                           | Conjunto de instruções RDNA                                                                         | Conjunto de instruções RDNA                                                                         | Conjunto de instruções RDNA        |       |       |       |
| Microarquitetura             | Não conhecido publicamente  | Não conhecido publicamente | Não conhecido publicamente | Não conhecido publicamente | Não conhecido publicamente | Não conhecido publicamente | Não conhecido publicamente               | Não conhecido publicamente               | Não conhecido publicamente               | Não conhecido publicamente               | TeraScale 1 (VLIW)               | TeraScale 1 (VLIW)               | TeraScale 1 (VLIW)               | TeraScale 2 (VLIW5)                                     | \| TeraScale 2 (VLIW5) até 68xx \| TeraScale 3 (VLIW4) em 69xx [19][20] \| | GCN 1st gen                                             | GCN 2nd gen | GCN 3rd gen | GCN 4th gen | GCN 5th gen | RDNA                                                                                                | RDNA 2                                                                                              | RDNA 3                             |       |       |       |
| Tipo                         | Pipieline fixo              | Pipieline fixo             | Pipieline fixo             | Pipieline fixo             | Pipieline fixo             | Pipieline fixo             | Pipelies de pixel e vértice programáveis | Pipelies de pixel e vértice programáveis | Pipelies de pixel e vértice programáveis | Pipelies de pixel e vértice programáveis | Modelo de shader unificado       | Modelo de shader unificado       | Modelo de shader unificado       | Modelo de shader unificado                              | Modelo de shader unificado                                                 | Modelo de shader unificado                              | Modelo de shader unificado                                                                                           | Modelo de shader unificado                                                                                           | Modelo de shader unificado                                                                                           | Modelo de shader unificado                                                                                           | Modelo de shader unificado                                                                          | Modelo de shader unificado                                                                          | Modelo de shader unificado         |       |       |       |
| Direct3D                     | —                           | —                          | 5.0                        | 6.0                        | 6.0                        | 7.0                        | 8.1                                      | 9.0 11 (9_2)                             | 9.0b 11 (9_2)                            | 9.0c 11 (9_3)                            | 10.0 11 (10_0)                   | 10.1 11 (10_1)                   | 10.1 11 (10_1)                   | 11 (11_0)                                               | 11 (11_0)                                                                  | 11 (11_1) 12 (11_1)                                     | 11 (12_0) 12 (12_0)                                                                                                  | 11 (12_0) 12 (12_0)                                                                                                  | 11 (12_0) 12 (12_0)                                                                                                  | 11 (12_1) 12 (12_1)                                                                                                  | 11 (12_1) 12 (12_1)                                                                                 | 11 (12_1) 12 (12_2)                                                                                 | 11 (12_1) 12 (12_2)                |       |       |       |
| Modelo de shader             | —                           | —                          | —                          | —                          | —                          | —                          | 1.4                                      | 2.0+                                     | 2.0b                                     | 3.0                                      | 4.0                              | 4.1                              | 4.1                              | 5.0                                                     | 5.0                                                                        | 5.1                                                     | 5.1 6.5 | 5.1 6.5 | 5.1 6.5 | 6.7 | 6.7                                                                                                 | 6.7                                                                                                 | 6.7                                |       |       |       |
| OpenGL                       | —                           | —                          | —                          | 1.1                        | 1.2                        | 1.3                        | 1.3                                      | 2.1                                      | 2.1                                      | 2.1                                      | 3.3                              | 3.3                              | 3.3                              | 4.5 (no Linux: 4.5 (Mesa 3D 21.0))                      | 4.5 (no Linux: 4.5 (Mesa 3D 21.0))                                         | 4.6 (no Linux: 4.6 (Mesa 3D 20.0))                      | 4.6 (no Linux: 4.6 (Mesa 3D 20.0))                                                                                   | 4.6 (no Linux: 4.6 (Mesa 3D 20.0))                                                                                   | 4.6 (no Linux: 4.6 (Mesa 3D 20.0))                                                                                   | 4.6 (no Linux: 4.6 (Mesa 3D 20.0))                                                                                   | 4.6 (no Linux: 4.6 (Mesa 3D 20.0))                                                                  | 4.6 (no Linux: 4.6 (Mesa 3D 20.0))                                                                  | 4.6 (no Linux: 4.6 (Mesa 3D 20.0)) |       |       |       |
| Vulkan                       | —                           | —                          | —                          | —                          | —                          | —                          | —                                        | —                                        | —                                        | —                                        | —                                | —                                | —                                | —                                                       | —                                                                          | 1.0 (Win 7+ ou Mesa 17+)                                | 1.2 (Adrenalin 20.1.2, Linux Mesa 3D 20.0) 1.3 (GCN 4 e superior (com Adrenalin 22.1.2, Mesa 22.0))                  | 1.2 (Adrenalin 20.1.2, Linux Mesa 3D 20.0) 1.3 (GCN 4 e superior (com Adrenalin 22.1.2, Mesa 22.0))                  | 1.2 (Adrenalin 20.1.2, Linux Mesa 3D 20.0) 1.3 (GCN 4 e superior (com Adrenalin 22.1.2, Mesa 22.0))                  | 1.2 (Adrenalin 20.1.2, Linux Mesa 3D 20.0) 1.3 (GCN 4 e superior (com Adrenalin 22.1.2, Mesa 22.0))                  | 1.2 (Adrenalin 20.1.2, Linux Mesa 3D 20.0) 1.3 (GCN 4 e superior (com Adrenalin 22.1.2, Mesa 22.0)) | 1.2 (Adrenalin 20.1.2, Linux Mesa 3D 20.0) 1.3 (GCN 4 e superior (com Adrenalin 22.1.2, Mesa 22.0)) | 1.3                                |       |       |       |
| OpenCL                       | —                           | —                          | —                          | —                          | —                          | —                          | —                                        | —                                        | —                                        | —                                        | Close to Metal                   | Close to Metal                   | 1.1 (sem suporte Mesa 3D)        | 1.2 (no Linux: 1.1 (sem suporte de imagem) com Mesa 3D) | 1.2 (no Linux: 1.1 (sem suporte de imagem) com Mesa 3D)                    | 1.2 (no Linux: 1.1 (sem suporte de imagem) com Mesa 3D) | 2.0 (Adrenalin driver no Win7+) (no Linux: 1.1 (sem suporte de imagem) com Mesa 3D, 2.0 com drivers AMD ou AMD ROCm) | 2.0 (Adrenalin driver no Win7+) (no Linux: 1.1 (sem suporte de imagem) com Mesa 3D, 2.0 com drivers AMD ou AMD ROCm) | 2.0 (Adrenalin driver no Win7+) (no Linux: 1.1 (sem suporte de imagem) com Mesa 3D, 2.0 com drivers AMD ou AMD ROCm) | 2.0 (Adrenalin driver no Win7+) (no Linux: 1.1 (sem suporte de imagem) com Mesa 3D, 2.0 com drivers AMD ou AMD ROCm) | 2.0                                                                                                 | 2.1                                                                                                 | ?                                  |       |       |       |
| HSA / ROCm                   | —                           | —                          | —                          | —                          | —                          | —                          | —                                        | —                                        | —                                        | —                                        | —                                | —                                | —                                | —                                                       | —                                                                          | Yes                                                     | Yes | Yes | Yes | Yes | ?                                                                                                   | ?                                                                                                   | ?                                  |       |       |       |
| Decodificação de vídeo ASIC  | —                           | —                          | —                          | —                          | —                          | —                          | —                                        | —                                        | —                                        | —                                        | Avivo/UVD                        | UVD+                             | UVD 2                            | UVD 2.2                                                 | UVD 3                                                                      | UVD 4                                                   | UVD 4.2 | UVD 5.0 ou 6.0 | UVD 6.3 | UVD 7 | VCN 2.0                                                                                             | VCN 3.0                                                                                             | ?                                  |       |       |       |
| Codificação de vídeo ASIC    | —                           | —                          | —                          | —                          | —                          | —                          | —                                        | —                                        | —                                        | —                                        | —                                | —                                | —                                | —                                                       | —                                                                          | VCE 1.0                                                 | VCE 2.0 | VCE 3.0 or 3.1 | VCE 3.4 | VCE 4.0 | VCN 2.0                                                                                             | VCN 3.0                                                                                             | ?                                  |       |       |       |
| Fluid Motion ASIC            | Não                         | Não                        | Não                        | Não                        | Não                        | Não                        | Não                                      | Não                                      | Não                                      | Não                                      | Não                              | Não                              | Não                              | Não                                                     | Não                                                                        | Não                                                     | Yes | Yes | Yes | Yes | Não                                                                                                 | Não                                                                                                 | ?                                  |       |       |       |
| Economia de energia          | ?                           | ?                          | ?                          | ?                          | ?                          | ?                          | ?                                        | ?                                        | ?                                        | ?                                        | PowerPlay                        | PowerPlay                        | PowerPlay                        | PowerPlay                                               | PowerTune                                                                  | PowerTune & ZeroCore Power                              | PowerTune & ZeroCore Power                                                                                           | PowerTune & ZeroCore Power                                                                                           | PowerTune & ZeroCore Power                                                                                           | PowerTune & ZeroCore Power                                                                                           | ?                                                                                                   | ?                                                                                                   | ?                                  |       |       |       |
| TrueAudio                    | —                           | —                          | —                          | —                          | —                          | —                          | —                                        | —                                        | —                                        | —                                        | —                                | —                                | —                                | —                                                       | —                                                                          | —                                                       | Através de DSP dedicado                                                                                              | Através de DSP dedicado                                                                                              | Através de shaders                                                                                                   | Através de shaders                                                                                                   | Através de shaders                                                                                  | ?                                                                                                   | ?                                  |       |       |       |
| FreeSync                     | —                           | —                          | —                          | —                          | —                          | —                          | —                                        | —                                        | —                                        | —                                        | —                                | —                                | —                                | —                                                       | —                                                                          | —                                                       | 1 2 | 1 2 | 1 2 | 1 2 | 1 2                                                                                                 | 1 2                                                                                                 | ?                                  |       |       |       |
| HDCP                         | ?                           | ?                          | ?                          | ?                          | ?                          | ?                          | ?                                        | ?                                        | ?                                        | ?                                        | ?                                | ?                                | ?                                | ?                                                       | ?                                                                          | ?                                                       | 1.4 | 1.4 | 2.2 | 2.2 | 2.3                                                                                                 | 2.3                                                                                                 | 2.3                                |       |       |       |
| PlayReady                    | —                           | —                          | —                          | —                          | —                          | —                          | —                                        | —                                        | —                                        | —                                        | —                                | —                                | —                                | —                                                       | —                                                                          | —                                                       | — | — | 3.0 | Não | 3.0                                                                                                 | ?                                                                                                   | ?                                  |       |       |       |
| Exibições suportadas         |                             |                            |                            |                            |                            | 1–2                        | 2                                        | 2                                        | 2                                        | 2                                        | 2                                | 2                                | 2                                | 2–6                                                     | 2–6                                                                        | 2–6                                                     | 2–6 | 2–6 | 2–6 | 2–6 | ?                                                                                                   | ?                                                                                                   | ?                                  |       |       |       |
| Máx. resolução               | ?                           | ?                          | ?                          | ?                          | ?                          | ?                          | ?                                        | ?                                        | ?                                        | ?                                        | ?                                | ?                                | ?                                | 2–6 × 2560×1600                                         | 2–6 × 2560×1600                                                            | 2–6 × 4096×2160 @ 30 Hz                                 | 2–6 × 4096×2160 @ 30 Hz                                                                                              | 2–6 × 4096×2160 @ 30 Hz                                                                                              | 2–6 × 5120×2880 @ 60 Hz                                                                                              | 3 × 7680×4320 @ 60 Hz                                                                                                | 7680×4320 @ 60 Hz PowerColor                                                                        | 7680×4320 @ 60 Hz PowerColor                                                                        | ?                                  |       |       |       |
| /drm/radeon                  |                             |                            |                            |                            |                            | Yes                        | Yes                                      | Yes                                      | Yes                                      | Yes                                      | Yes                              | Yes                              | Yes                              | Yes                                                     | Yes                                                                        | Yes                                                     | Yes | — | — | — | —                                                                                                   | —                                                                                                   | ?                                  |       |       |       |
| /drm/amdgpu                  | —                           | —                          | —                          | —                          | —                          | —                          | —                                        | —                                        | —                                        | —                                        | —                                | —                                | —                                | —                                                       | —                                                                          | Experimental                                            | Experimental | Yes | Yes | Yes | Yes                                                                                                 | Yes                                                                                                 | ?                                  |       |       |       |
| TeraScale 2 (VLIW5) até 68xx | TeraScale 3 (VLIW4) em 69xx |                            |                            |                            |                            |                            |                                          |                                          |                                          |                                          |                                  |                                  |                                  |                                                         |                                                                            |                                                         | | | | | | |                                    |       |       |       |

1. ↑   A série Radeon 100 possui sombreadores de pixel programáveis, mas não é totalmente compatível com DirectX 8 ou Pixel Shader 1.0. Veja o artigo sobre Pixel shaders do R100.
2. ↑  Os cartões baseados em R300, R400 e R500 não são totalmente compatíveis com OpenGL 2+, pois o hardware não oferece suporte a todos os tipos de texturas não-potência de dois (NPOT).
3. ↑  A conformidade com OpenGL 4+ requer suporte a shaders FP64 e estes são emulados em alguns chips TeraScale usando hardware de 32 bits.
4. 1 2 3  O UVD e o VCE foram substituídos pelo Video Core Next (VCN) ASIC na APU Raven Ridge do Vega.
5. ↑  Processamento de vídeo ASIC para técnica de interpolação de taxa de quadros de vídeo. No Windows funciona como um filtro DirectShow no seu player. No Linux, não há suporte por parte dos drivers e/ou da comunidade.
6. 1 2  Para reproduzir conteúdo de vídeo protegido, também é necessário suporte a cartão, sistema operacional, driver e aplicativo. Um monitor HDCP compatível também é necessário para isso. O HDCP é obrigatório para a saída de certos formatos de áudio, colocando restrições adicionais na configuração de multimídia.
7. ↑  Mais monitores podem ser suportados com conexões DisplayPort nativas ou dividindo a resolução máxima entre vários monitores com conversores ativos.
8. 1 2  DRM (Direct Rendering Manager) é um componente do kernel do Linux. AMDgpu é o módulo do kernel do Linux. O suporte nesta tabela refere-se à versão mais atual.